# Şile
Şile is een Turks district in de provincie Istanboel en telt 25.169 inwoners (2007). Het district heeft een oppervlakte van 915,6 km².
De bevolkingsontwikkeling van het district is weergegeven in onderstaande tabel.
| 1997   | 2000   | 2007   |
| ------ | ------ | ------ |
| 25.749 | 32.447 | 25.169 |